# General Terán
General Teran är en ort i Mexiko.   Den ligger i kommunen General Terán och delstaten Nuevo León, i den centrala delen av landet, 600 km norr om huvudstaden Mexico City. General Teran ligger 316 meter över havet och antalet invånare är 7 487.
Terrängen runt General Teran är platt. Runt General Teran är det mycket glesbefolkat, med 6 invånare per kvadratkilometer. Närmaste större samhälle är Montemorelos, 16,5 km sydväst om General Teran. Trakten runt General Teran består till största delen av jordbruksmark.